# Bruno Carabetta
Bruno Carabetta, (* 27. červenec 1966 Mulhouse, Francie) je bývalý reprezentant Francie v judu. Je majitelem bronzové olympijské medaile.

## Výsledky
| Turnaj             | 1985           | 1986           | 1987           | 1988           | 1989           | 1990           | 1991           | 1992 |
| Turnaj             | 19             | 20             | 21             | 22             | 23             | 24             | 25             | 26   |
| Turnaj             | pololehká váha | pololehká váha | pololehká váha | pololehká váha | pololehká váha | pololehká váha | pololehká váha | l.v. |
| ------------------ | -------------- | -------------- | -------------- | -------------- | -------------- | -------------- | -------------- | ---- |
| Olympijské hry     | -              | -              | -              | 3.             | -              | -              | -              | 5.   |
| Mistrovství světa  | dns            | -              | dns            | -              | 3.             | -              | 5.             | -    |
| Mistrovství Evropy | dns            | dns            | dns            | 1.             | 1.             | 1.             | 5.             | 2.   |
| MS juniorů         | -              | 1.             | -              | -              | -              | -              | -              | -    |
| ME juniorů         | 1.             | 1.             | -              | -              | -              | -              | -              | -    |

## Podrobnější výsledky

### Olympijské hry
| Rok      | Kategorie      |  | 1/64                        | 1/32                               | 1/16                                | čtvrtfinále                | semifinále | opravy                          | opravy                         | opravy                        | o bronz                   |
| -------- | -------------- |  | --------------------------- | ---------------------------------- | ----------------------------------- | -------------------------- | ---------- | ------------------------------- | ------------------------------ | ----------------------------- | ------------------------- |
| LOH 1988 | pololehká váha |  | výhra - waz/? Jurij Sokolov | výhra - 4:34/ (wip) Luis Fortunato | výhra - (yus) Majemite Omagbaluwaje | prohra - (yus) I Kjong-kun | -          | -                               | -                              | výhra - 3:21/? Claudio Yafuso | výhra - (yus) Tamás Bujkó |
| LOH 1992 | lehká váha     |  | volný los                   | výhra - 0:22/uma Alparslan Ayan    | prohra - (yus) Stefan Dott          | -                          | -          | výhra - 1:06/tng Lusambu Mafuta | výhra - 0:34/jg Jorma Korhonen | výhra - waz/tos Wiesław Błach | prohra - (yus) Čong Hun   |

### Mistrovství světa
| Rok     | Kategorie      |  | 1/64               | 1/32                   | 1/16                      | čtvrtfinále              | semifinále            | o bronz            |
| ------- | -------------- |  | ------------------ | ---------------------- | ------------------------- | ------------------------ | --------------------- | ------------------ |
| MS 1989 | pololehká váha |  | volný los          | výhra Joe Marchal      | výhra Lin Šun-Ming        | výhra Pavel Petřikov st. | prohra Udo Quellmalz  | výhra Stefan Buben |
| MS 1991 | pololehká váha |  | výhra Hector Alers | výhra Predrag Stanišić | výhra Abd-el-Hakim Harkat | výhra Marko Korhonen     | prohra Masahiko Okuma | prohra Jimmy Pedro |

### Mistrovství Evropy
| Rok     | Kategorie      |  | 1/32                                  | 1/16                                  | čtvrtfinále                           | semifinále                            | opravy                | opravy                | o bronz               | finále                    |
| ------- | -------------- |  | ------------------------------------- | ------------------------------------- | ------------------------------------- | ------------------------------------- | --------------------- | --------------------- | --------------------- | ------------------------- |
| ME 1988 | pololehká váha |  | kompletní výsledky nejsou k dohledání | kompletní výsledky nejsou k dohledání | kompletní výsledky nejsou k dohledání | kompletní výsledky nejsou k dohledání | -                     | -                     | -                     | výhra Guido Schumacher    |
| ME 1989 | pololehká váha |  | výhra Stefan Buben                    | výhra Stig Tråvik                     | výhra Pavel Petřikov st.              | výhra Allan Fevre                     | -                     | -                     | -                     | výhra Sergej Kosmynin     |
| ME 1990 | pololehká váha |  | volný los                             | výhra Thomas Hanhart                  | výhra Philip Laats                    | výhra Piotr Sadowski                  | -                     | -                     | -                     | výhra Udo Quellmalz       |
| ME 1991 | pololehká váha |  | volný los                             | prohra Eric Born                      | -                                     | -                                     | výhra Tommy Mortensen | výhra Augusto Almeida | prohra Martin Schmidt | -                         |
| ME 1992 | lehká váha     |  | volný los                             | výhra Jurij Siďakin                   | výhra Rui Domingues                   | výhra Joaquín Ruiz                    | -                     | -                     | -                     | prohra Norbert Haimberger |

## Sportovní kariéra

### Úspěchy
- majitel zápasnického hattricku - tři tituly mistra Evropy v řadě
- bronzová medaile z olympijských her ze Soulu 1988
- bronzová medaile z mistrovství světa z Bělehradu 1989
- vítěz pařížského turnaje v let 1988 a 1991

### Zajímavosti
Jeho mladší bratr Vinčenzo patřil v 90. letech k reprezentantům Francie.
Po přechodu mezi lehké váhy v roce 1992 se neprosazoval, jak se od něho čekalo. Po olympijských hrách v Barceloně v roce 1992 ho v reprezentačním týmu nahradil Patrick Rosso. Jeho další život se postupně začal kriminalizovat. Neprosadil se jako trenér a živil se podle vlastního uvážení. V roce 2007 byl uvězněn za nedovolené ozbrojování. Jeho sportovní osud malinko připomíná osud sovětského reprezentanta Sokolova. V roce 1988 se s ním utkal v prvním kole olympijského turnaje a vyhrál. Sokolov tímto neúspěchem vypadl z reprezentačního týmu. Stal členem petrohradského podsvětí a v roce 1990 byl nalezen mrtvý v přízemí jednoho panelového domu.

### Rivalové
- Udo Quellmalz
- Masahiko Okuma